# Frea flavicollis
Frea flavicollis là một loài bọ cánh cứng trong họ Cerambycidae.